# آيت حمان (آيت ماغليف)
آيت حمان هو دُوَّار يقع بجماعة خوزامة، إقليم ورززات، جهة درعة تافيلالت في المملكة المغربية. ينتمي الدوّار لمشيخة آيت ماغليف التي تضم 8 دواوير. يقدر عدد سكانه بـ 233 نسمة حسب الإحصاء الرسمي للسكان والسكنى لسنة 2004.

## وصلات خارجية
- البوابة الوطنية للجماعات الترابية
- المندوبية السامية للتخطيط